# Tanner Hall
Pour les articles homonymes, voir Hall.
 (novembre 2018).
Si vous disposez d'ouvrages ou d'articles de référence ou si vous connaissez des sites web de qualité traitant du thème abordé ici, merci de compléter l'article en donnant les références utiles à sa vérifiabilité et en les liant à la section « Notes et références ».
Tanner Hall est un skieur américain, né le 26 octobre 1983, pratiquant principalement le ski freestyle.
Il est l'un des plus importants skieurs de sa génération, remportant plusieurs fois les X Games aux États-Unis. Sa spécialité est le half pipe. Il est le rideur le plus jeune à avoir remporté les X Games en ski (17 ans) avec un switch rodéo 720° tail grab. Aujourd'hui Tanner est présent sur tous les évènements internationaux, remportant les X Games en half-pipe en 2006, 2007 et 2008. Il a terminé 2e aux X Games 2009 en half pipe derrière Xavier Bertoni avec un cork 1080 qui lui a sans doute donné la victoire. C'est le premier homme à gagner 7 médailles d'or aux X Games.
Il a eu deux accidents très importants. Le 5 mars 2005 en tentant de sauter le légendaire Chad's Gap, dans l'Utah en switch 900 il se fracture les deux chevilles par manque de vitesse. Le 16 mai 2009, il fait un overshoot sur un saut à Stevens Pass et se fracture les plateaux tibiaux et se rompt les ligaments croisés antérieurs des deux genoux. Quatre opérations, une saison de rééducation et une autre saison de ski de reprise en douceur lui sont nécessaires pour se remettre. (La veille Wiley Miller avait fait un overshoot sur le même saut.)
Tanner a réalisé plusieurs films de ski comme Believe (2007) et The Massive (2008), et il réalisa le film Like a Lion qui porte sur l'histoire de vie avec toutes les plus grandes personnalités qu'il connaît dont Cali P le reggae man, Charly B, Sammy Carlson, Cr Johnson son meilleur ami.